# Diószeghy Sámuel utca
Diószeghy Sámuel utca est une rue de Budapest, située dans le quartier d'Orczy (8e arrondissement).